# Кічня
Кічня (пол. Kicznia) — село в Польщі, у гміні Лонцько Новосондецького повіту Малопольського воєводства.
Населення — 815 осіб (2011).
У 1975-1998 роках село належало до Новосондецького воєводства.

## Демографія
Демографічна структура станом на 31 березня 2011 року:
|          | Загалом | Допрацездатний вік | Працездатний вік | Постпрацездатний вік |
| -------- | ------- | ------------------ | ---------------- | -------------------- |
| Чоловіки | 426     | 132                | 269              | 25                   |
| Жінки    | 389     | 105                | 224              | 60                   |
| Разом    | 815     | 237                | 493              | 85                   |